# Ажендарово
Ажендарово — упразднное село в Крапивинском районе Кемеровской области. Входило в состав Арсеновского сельского совета. Упразднено в 1997 году.
В настоящее время на месте села находится биостанция Кемеровского государственного университета с одноимённым названием.

## История
Основано в XVIII веке.
Во времена Российской империи входило в состав Крапивинской волости Кузнецкого уезда Томской губернии. Официально называлась Ажендарова.
Во времена СССР входило в состав Арсеновского (ранее Каменского) сельсовета.
В селе были восьмилетняя школа, клуб, медпункт. Отделение совхоза «Мунгатский».
В 1980-х годах, под предлогом того, что деревня попадает в зону затопления Крапивинского гидроузла, она была уничтожена — сожжена и срыта до земли бульдозерами (как и деревня Лачиново). Жители выселены.

## География
Село Ажендарово было расположено в юго-западной части Крапивинского района на реке Томь, в месте впадения в неё реки Ажендарка.
На территории бывшего села расположена биостанция Кемеровского государственного университета вместе с подсобным хозяйством.
Центральная часть бывшего населённого пункта расположена на высоте 150 метров над уровнем моря.

## Население
| 1970 | 1979 | 1989 |
| ---- | ---- | ---- |
| 411  | ↘258 | ↘3   |

| 1859 | 1911 | 1920 | 1926 | 1968 |
| ---- | ---- | ---- | ---- | ---- |
| 113  | 350  | 392  | 479  | 424  |